# Llac Txad
El llac Txad (francès: Lac Tchad; àrab: بحيرة تشاد الكبرى, Buḥayrat Txād al-Kubrà) és un llac poc profund situat a la frontera entre el Txad, el Níger, Nigèria i el Camerun, a l'Àfrica central.
La seva capacitat ha anat minvant amb el pas del temps, per una banda, a causa de la captació d'aigües per al regadiu i, de l'altra, per la desertització provocada per la proximitat del desert del Sàhara. En aquesta desertització, hi té un paper fonamental el descens agut de precipitacions, dramàtica conseqüència del canvi climàtic. El llac, al Níger, està situat a l'est, al departament de Diffa. A Nigèria, està situat al nord-est del país, dins l'estat de Borno, la capital del qual és Maiduguri. Al Txad, està situat a la rodalia de la capital, N'Djamena. El llac dona el nom a aquest estat africà. Al Camerun, el llac es troba a l'extrem nord del país, en un indret força remot. La seva importància econòmica és vital, ja que proveeix d'aigua més de 20 milions d'habitants.
El seu tributari principal és el riu Chari, el qual li subministra el 90% de les aigües. A l'interior, té nombroses illes i bancs de fang, i a les vores abunden les zones pantanoses. A causa de la seva escassa profunditat, de tan sols 7 metres al punt més fondo, l'àrea és particularment sensible a canvis en la profunditat mitjana, i mostra fluctuacions en el nivell d'aigua segons l'època de l'any. Aparentment, les aigües no tenen sortida, tot i que s'infiltren dins les depressions de Soro i Bodele.
Hom creu que el llac correspon a les restes d'un antic mar interior, el qual s'estima que cobria una àrea de 400.000 km² fa 6.000 anys. Quan va ser descobert pels europeus l'any 1823, era un dels llacs més grans del món, però s'ha reduït considerablement des d'aleshores. El canvi climàtic i la demanda creixent d'aigua del llac n'han accelerat la degeneració als darrers 40 anys. Els pronòstics indiquen que el llac continuarà reduint-se, i fins i tot acabarà assecant-se al llarg del segle xxi.

## Geografia i hidrologia
El llac d'aigua dolça es troba en la zona saheliana d'Àfrica central occidental. Es troba en la conca interior que solia ser ocupada per una mar antiga molt més gran a vegades anomenada Mega Txad. El llac és històricament classificat com un dels llacs més grans d'Àfrica. La seva superfície varia per temporada i any rere any. El llac Txad és situat en l'extrem oest de Txad, prop del nord-est de Nigèria.
El riu Chari, alimentat pel seu afluent el Logone, proporciona més del 90% de l'aigua del llac, amb una petita quantitat procedent del riu Yobe a Nigèria/Níger. Malgrat els alts nivells d'evaporació, el llac és aigua dolça. Més de la meitat de la zona del llac està ocupada per les seves moltes illes petites (inclòs l'arxipèlag Bogomerom), bancs de remolins i llots, i un cinturó de pantans a través del mig divideix les meitats nord i sud. Les costes es componen en gran manera de pantans. El llac Txad va inundar sabanes al voltant del llac, incloent-hi prades, sabanes i boscos permanentment inundats.
Pel fet que el llac Txad és molt poc profund (només 10,5 metres), la seva àrea és particularment sensible a petits canvis en la profunditat mitjana i, en conseqüència, també mostra fluctuacions estacionals en grandària. El llac Txad té la sortida Bahr el-Ghazal, però les seves aigües s'infiltren en les depressions Soro i Bodélé. El clima és sec la major part de l'any, amb precipitacions moderades de juny a setembre.

## Història
El llac Txad va donar el seu nom al país de Txad. El nom Txad es deriva de la paraula kanuri sádaga que significa ‘gran extensió d'aigua’. El llac és el romanent d'una antiga mar interior, l'antic llac MegaTxad, que existia durant el període humit africà. En la seva major extensió, en algun moment abans de 5000 a. C., el llac MegaTxad va ser el més gran dels llacs sahrauís, i s'estima que ha cobert una zona d'1.000.000 m2 (390.000 km²), més gran que la mar Càspia avui, i pot haver-se estès fins al nord-est fins a 100 km de Faaa-Largeau. En la seva major mesura, el riu Mayo Kébbi representava la sortida del llac MegaTxad, connectant-ho amb el riu Níger i l'Atlàntic. Aquest punt més sota de la vora de la conca se situa ara a uns 320 metres sobre el nivell de la mar, cosa que significa que fins i tot si el llac Txad s'emplenés en la seva major mesura, encara estaria com a màxim a uns 50 metres de profunditat. La presència de manatíes africans en les entrades del Llac Txad és una prova de la història de desbordament, ja que el manatí només es troba en rius connectats a l'Oceà Atlàntic (no és possible que evolucionés per separat en una conca tancada del Txad). La gran escala del curs del riu Maig Kébbi també és prova d'un desbordament anterior de MegaChad; la captació corrent d'avui és massa petita per a haver cavat un canal tan gran.
Els Romans van arribar al llac en el primer segle del seu imperi. Durant l'època d'August, el llac Txad encara era un llac enorme i es van realitzar dues expedicions romanes per a arribar-hi: Septimius Flaccus i Julius Maternus van arribar al "llac d'hipopòtam (com el llac va ser anomenat per Claudius Ptolemaeus). Es van traslladar de la costa de Tripolitània i van passar prop de les muntanyes de Tibesti. Totes dues expedicions van passar pel territori dels Garamants, i van ser capaços de deixar una petita guarnició en el «llac d'hipopòtam i rinoceront» després de tres mesos de viatge en terres del desert.
El llac Txad va ser inspeccionat per primera vegada des de la costa pels europeus el 1823, i va ser considerat com un dels llacs més grans del món llavors. El 1851, un grup que incloïa a l'explorador alemany Heinrich Barth va transportar un vaixell per terra des de Trípoli a través del desert del Sàhara en camell i va fer la primera prova europea de navegació fluvial. El líder de l'expedició britànica James Richardson va morir pocs dies abans d'arribar al llac.
En el llibre de Winston Churchill La guerra del riu: un compte de la reconquesta del Sudan, publicat en 1899, esmenta específicament la reducció del llac Txad. Escriu:
| « | En total, França té prou per a ocupar-se d'ella a Àfrica Central durant algun temps a venir: i fins i tot quan finalitzi la llarga tasca, no és probable que les regions conquistades tinguin un gran valor. Inclouen el desert del Gran Sàhara i àmplies extensions de matoll o pantà sense cap benefici. Només un riu important, el Shari, flueix a través d'ells, i mai arriba a la mar. I fins i tot el llac Txad, en el qual flueix el Shari, sembla estar degotant a través d'alguna sortida subterrània, i està canviant ràpidament d'un llac a un immens pantà. | » |

Encongiment del llac Txad de 1972 a 2007

El llac Txad s'ha reduït considerablement des dels anys seixanta, quan la seva costa tenia una elevació d'uns 286 metres sobre el nivell de la mar i tenia una superfície de més de 26.000 km², la qual cosa converteix la seva superfície en la quarta més gran d'Àfrica. Un augment de la demanda d'aigua del llac per la població local probablement ha accelerat la seva reducció en els últims 40 anys.
La grandària del llac Txad varia considerablement de temporada amb les inundacions de les zones humides. En 1983, es va informar que llac Txad havia cobert de 10.000 a 25.000 km², tenia una profunditat màxima d'11 metres, i un volum de 72 km³.
En 2000, el seu abast havia disminuït a menys de 1.500 km². Un estudi de 2001 publicat en el Journal of Geophysical Research va culpar al retir del llac en gran manera per sobrepastura en la zona que envolta al llac, causant desertificació i una disminució de la vegetació. El Programa de les Nacions Unides per al Medi Ambient i la Comissió de la Conca del Llac Txad coincideixen que almenys la meitat de la disminució del llac es deu a canvis en els patrons climàtics. El PNUMA culpa a l'ús d'aigua humana, com a mètodes ineficients d'amortiment i reg, per la resta de la reducció. Ja el desembre de 2014, el llac Txad encara era suficient en grandària i volum, de manera que els vaixells podien bolcar o enfonsar-se. L'Agència Espacial Europea ha presentat dades en 2013 que mostren un augment real de l'extensió del llac Txad entre els anys 1985 i 2011.
Referir-se a la plana inundable com un llac pot ser enganyós, ja que menys de la meitat del llac Txad està cobert d'aigua durant un any sencer. Les altres seccions es consideren aiguamolls.
El volum del llac Txad de 72 km3 és molt petit en relació amb el del llac Tanganyika (18.900 km3), i el llac Victòria (2.750 km3), llacs africans amb àrees de superfície similars.

## Flora
El llac alberga més de 44 espècies d'algues. En particular és un dels principals productors mundials d'espirulina silvestre. El llac també té grans àrees de pantà i llits de reforç. Les planes al·luvials del sud estan cobertes per pastures d'aiguamolls com Echinochloa piramidalis, Vetiveria nigritana, Oryza longistaminata i Hyparrhenia rufa.

## Fauna
Tota la conca del llac Txad alberga 179 espècies de peixos, de les quals més de la meitat són compartides amb la conca del riu Níger, prop de la meitat són compartides amb la conca del riu Nil i al voltant d'una quarta part són compartides amb la conca del riu Congo. El mateix llac Txad alberga 85 espècies de peixos. De les 25 espècies endèmiques de la conca, només la Brycinus dageti es troba en el mateix llac, i és tractat com una subespècie nana de Brycinus infermera. Aquesta riquesa relativament baixa d'espècies i la virtual falta d'espècies endèmiques de peixos contrasten fortament amb altres grans llacs africans, com Victoria, Tanganyika i Malawi.

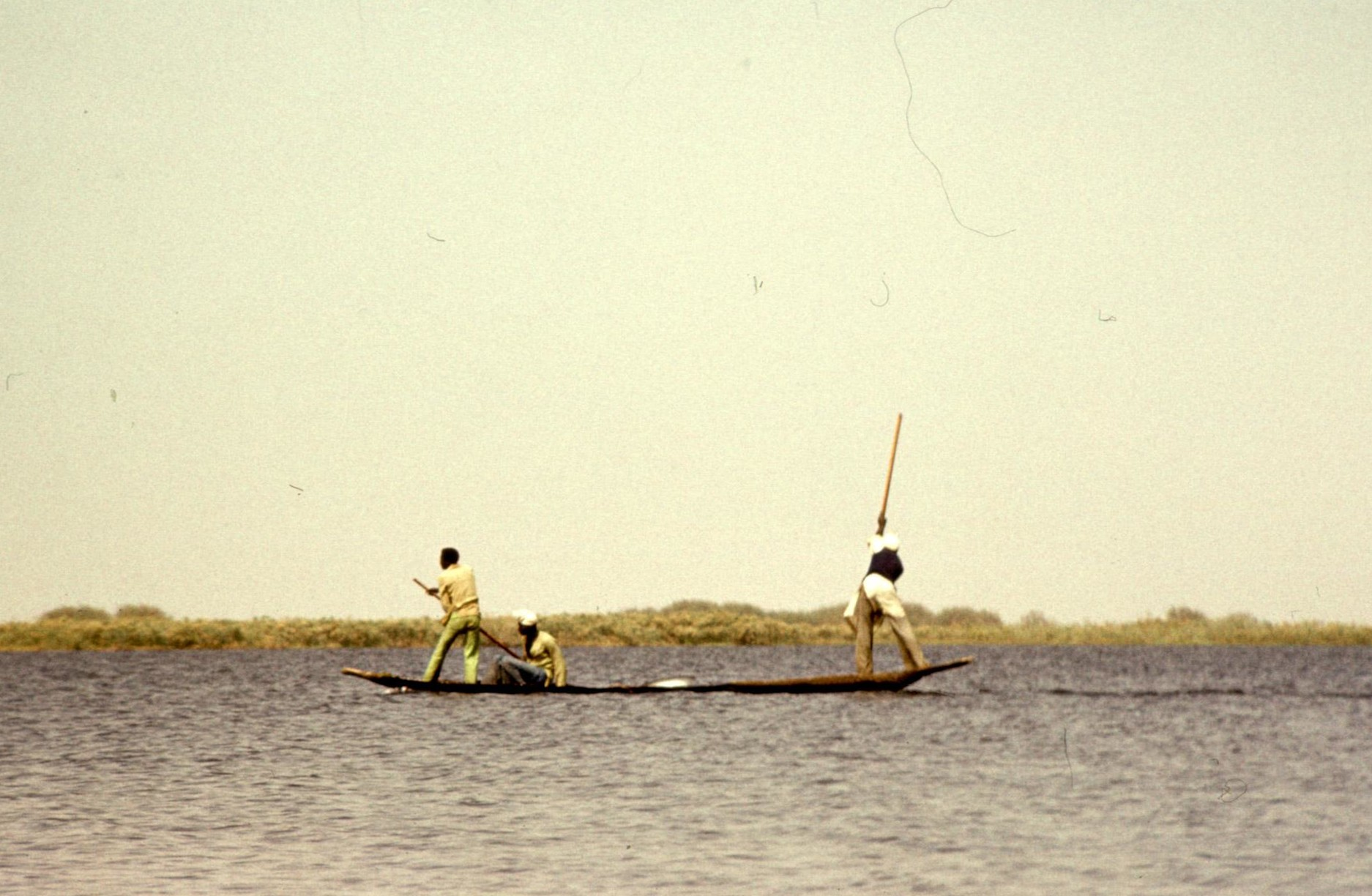
Pescadors tribals canuri en la dècada de 1970

Hi ha moltes illes flotants en el llac. És la llar d'una àmplia varietat de vida silvestre, incloent elefants, hipopòtam, cocodril (tot en declivi), i grans comunitats d'ocells migradors incloent ànecs d'hivern, maniguets (Philomachus pugnax) i altres ocells aquàtics i costaners. Hi ha dos ocells gairebé endèmics a la regió, el Prinia fluviatilis i l'escorça oxidada (Mirafra rufa). L'encongiment del llac està amenaçant els llocs d'implantació de la grua coronada negra (Balearica pavonina pavonina). Durant la temporada humida, els peixos es traslladen al llac ric en minerals per a reproduir-se i trobar aliments. Carnívors com el guepard centreafricà (Acinonyx jubatus soemmeringii), la hiena ratllada (Hyaena hyaena) i el caracal (Felis caracal) utilitzats per a habitar zones que envolten el llac.

## Amenaces i conservació

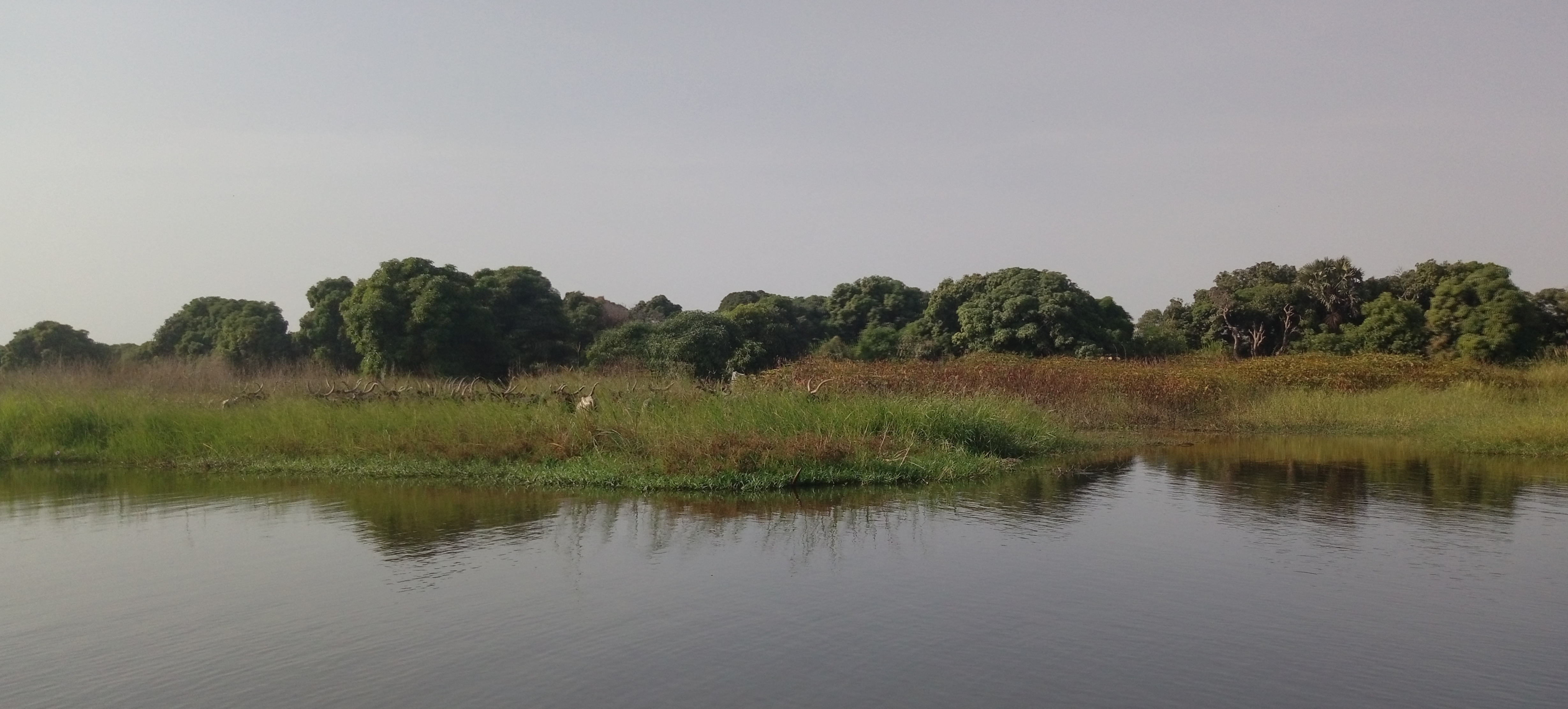
Ribera del llac Txad

Hi ha un cert debat sobre els mecanismes que causen la desaparició del llac. La teoria principal, que és citada amb més freqüència per l'ONU, és que l'ús insostenible del llac tant per part dels governs com de les comunitats locals ha fet que el llac s'utilitzi en excés, no permetent que es torni a reposar.
Existeixen altres teories, com ara els canvis de temperatura de la superfície del mar entre els hemisferis o a l'oceà Índic que condueixen al forçament oceànic dels patrons de pluja a la regió del Sahel. Altres modelen les emissions antropogèniques de sulfat a finals del segle XX i conclouen que aquestes també podrien ser la causa del desplaçament dels patrons de pluja més al sud, fent que la regió sigui més seca i no permeti que el llac es reompli. La implantació de noves regulacions sobre contaminants atmosfèrics pot ser la responsable del petit augment de la mida del llac en els darrers anys.
L'única àrea protegida és la reserva de caça del llac Txad, que cobreix la meitat de la zona al costat del llac que pertany a Nigèria. Tot el llac ha estat declarat lloc Ramsar d'importància internacional.

L'esquema Transaqua (en vermell) per reomplir el llac

En declaracions a la 73a Assemblea General de les Nacions Unides, el president de Nigèria va instar la comunitat internacional a ajudar a combatre les causes arrels del conflicte al voltant de la conca endorreica  del llac Txad. La violència recent a la regió s'ha atribuït a la competència entre agricultors i ramaders que busquen el reg per als cultius i l'aigua dels ramats, respectivament.
El setembre de 2020, per explorar les oportunitats de petroli i mineria a la regió, el ministre de Turisme i Cultura del Txad va escriure a la UNESCO, l'organisme que atorga la designació de patrimoni mundial, demanant "ajornar el procés d'inscripció del llac Txad a la llista del patrimoni mundial".